# Tode Möngke kán
Tode Möngke vagy Tuda Mengu (mongolul Тодмөнх, ? – 1287) az Arany Horda kánja, Batu kán unokája.

## Trónra kerülése
Möngke Temür 1280-as halála után, a nomád örökösödési szabályok szerint öccse, Tode Möngke lépett az Arany Horda trónjára. A tényleges hatalom azonban, különösen a birodalom nyugati részén, Nogáj kezében volt. Nogáj soha nem próbálta átvenni a hatalmat, megelégedett a királycsináló erős ember helyzetével. 
1281-82-ben Oroszországban Alekszandr Nyevszkij két fia, Dmitrij és Andrej vetélkedett a nagyfejedelmi címért. Andrej herceg Toda Möngkéhez fordult segítségért, mire Dmitrij herceg Nogáj udvarába sietett. Tode Möngke nem akart ellentmondani Nogájnak és így Dmitrij örökölte apja címeit. A mongolok a viszályt kihasználva végigfosztogatták az ellenfelek földjeit és feldúlták Szuzdalt és Perejaszlavlt. 
1283-ban Tode Möngke felvette az iszlámot és a későbbiekben buzgó hívőnek bizonyult. Jó kapcsolatot ápolt az Arany Horda régi szövetségeseivel, az egyiptomi mamelukokkal, szövetségük a közös ellenség, az Ilhán Birodalom ellen irányult.

## A magyar és lengyel hadjáratok
1285-ben Nogáj és Tode Möngke unokaöccse, Talabuga vezetésével mongol hadjárat indult Magyarországra (második tatárjárás). Az orosz segédcsapatokkal megerősített mongol sereg a Vereckei szorosnál lépett az ország területére és fosztogatva, dúlva egészen Pestig jutott, ám ott IV. László a kunok segítségével megfutamította őket. A visszavonuló mongolokat a várakra támaszkodó bárók, valamint az erdélyi vajda és az aranyosmelléki székelyek folyamatosan zaklatták, így zsákmányuk nagy részét hátrahagyva kellett kivonulniuk. Mongol szempontból katasztrofális volt a hadjárat, maga "Telebuga is csak gyalog, felesége pedig valami rossz gebén tudott csak kivergődni Magyarországból".  
A mongol katonai potenciált a magyarországi kudarc nem csökkentette lényegesen, Nogáj és Talabuga a következő évben Lengyelország ellen vonult. Lev Danyilovics halicsi fejedelem 1286-ban segítséget kért Nogájtól, hogy beavatkozhasson a lengyel trónutódlásba. II. Leszek fejedelem azonban döntő vereséget mért a tatárok által segített halicsi seregre, ezért Nogáj maga indult Lengyelországba. A mongolok végigpusztították az ország délkeleti részét, de aztán a két vezér, Nogáj és Talabuga konfliktusa miatt két részre válva visszavonultak a Dzsocsi-ulusz területére.   
Tode Möngke 1287-ben lemondott és átadta a hatalmat Talabugának, élete hátralevő részét a vallásnak szentelte. Halálának ideje nem ismert.